# Triolet (Mauritius)
Koordinaten: 20° 4′ S, 57° 33′ O

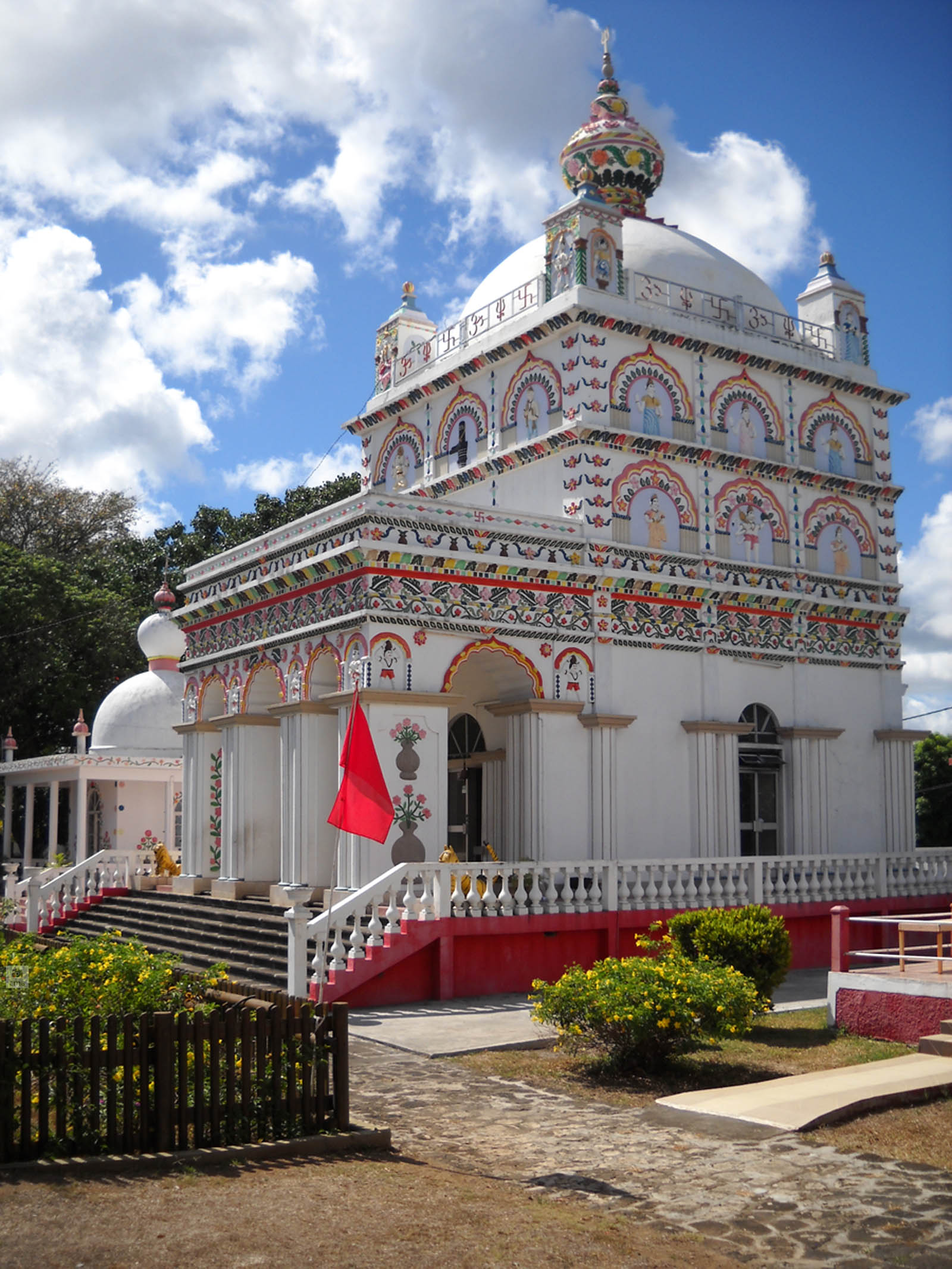
Maheswarnath Mandir

Triolet ist eine Ortschaft („Village“) im Norden von Mauritius. Sie ist Verwaltungssitz des Distrikts Pamplemousses. Sie gehört administrativ zur Village Council Area (VCA) Triolet. Bei der Volkszählung 2011 hatte der Ort 23.386 Einwohner.

## Geschichte
Bezüglich des Namens Triolet sind zwei Ursprünge denkbar. So könnte Triolet nach Pierre Triolet, einem Schreinermeister der Französischen Ostindienkompanie benannt sein. Alternativ kann der Name darauf zurückzuführen sein, dass der Ort seinen Ursprung in eine Plantage hatte, die dem Trio Maillard, Froppier und Dumont gehörte.
Das Anwesen Triolet umfasste einen Großteil des Nordwestens der Insel. Im Laufe der Zeit wurden Teile abgespalten. 1777 erwarb Jaques Le Roux Kermorseven einen Teil vom 8.896 Arpent des landwirtschaftlichen Anwesens von Triolet, welches auch das Gebiet des heutigen Grand Baie umfasste.
1880 brach der Zuckerpreis auf den Weltmärkten ein. Auf Mauritius wurden daraufhin große Teile der bisher bewirtschafteten Flächen stillgelegt. Die Arbeiter übernahmen diese Flächen in kleinen Parzellen und bewirtschafteten die Fläche auf eigene Rechnung. 1880 bis 1920 löste sich hierdurch die bisherige Plantagenstruktur auf und Ortschaften, darunter das heutige Triolet entstanden. Der Ort wuchs erst gemächlich und ab Mitte des 20. Jahrhunderts rapide:
- 1911: 3.182
- 1931: 3.751
- 1944: 5.200
- 1952: 7.217
- 1972: 11.852
- 1972: 13.249 (ab 1972 bezieht sich die Angabe auf die VCA)
- 1983: 17.221
- 2000: 21.250
- 2011: 23.386

1906 wurde die erste Schule in Triolet eröffnet. 1913 gründeten die kleinen Pflanzer in Triolet eine Kreditgenossenschaft.

## Religion
Die ersten Pilger, die Ganga Talao 1898 aufsuchten, stammten aus Triolet und wurden von Pandit Giri Gossayne aus Terre Rouge angeführt.
Im selben Jahr wurde der Hindu-Tempel Maheswarnath Mandir auf den Ruinen einer alten Zuckerfabrik errichtet. Heute besteht die Anlage aus einem halben Dutzend Tempel und ist neben Ganga Talao die größte Tempelanlage der Insel.
Die muslimische Gemeinschaft verfügt über die Moschee Masjid-E-Noor und die Achmadiyya Muslim Umar Mosque. Die Internationale Gesellschaft für Krishna-Bewusstsein (ISKCON) hat am Ortsrand einen Tempel errichtet.
Seit 1964 ist Triolet Sitz der katholischen Pfarrei Notre Dame de Fatima.

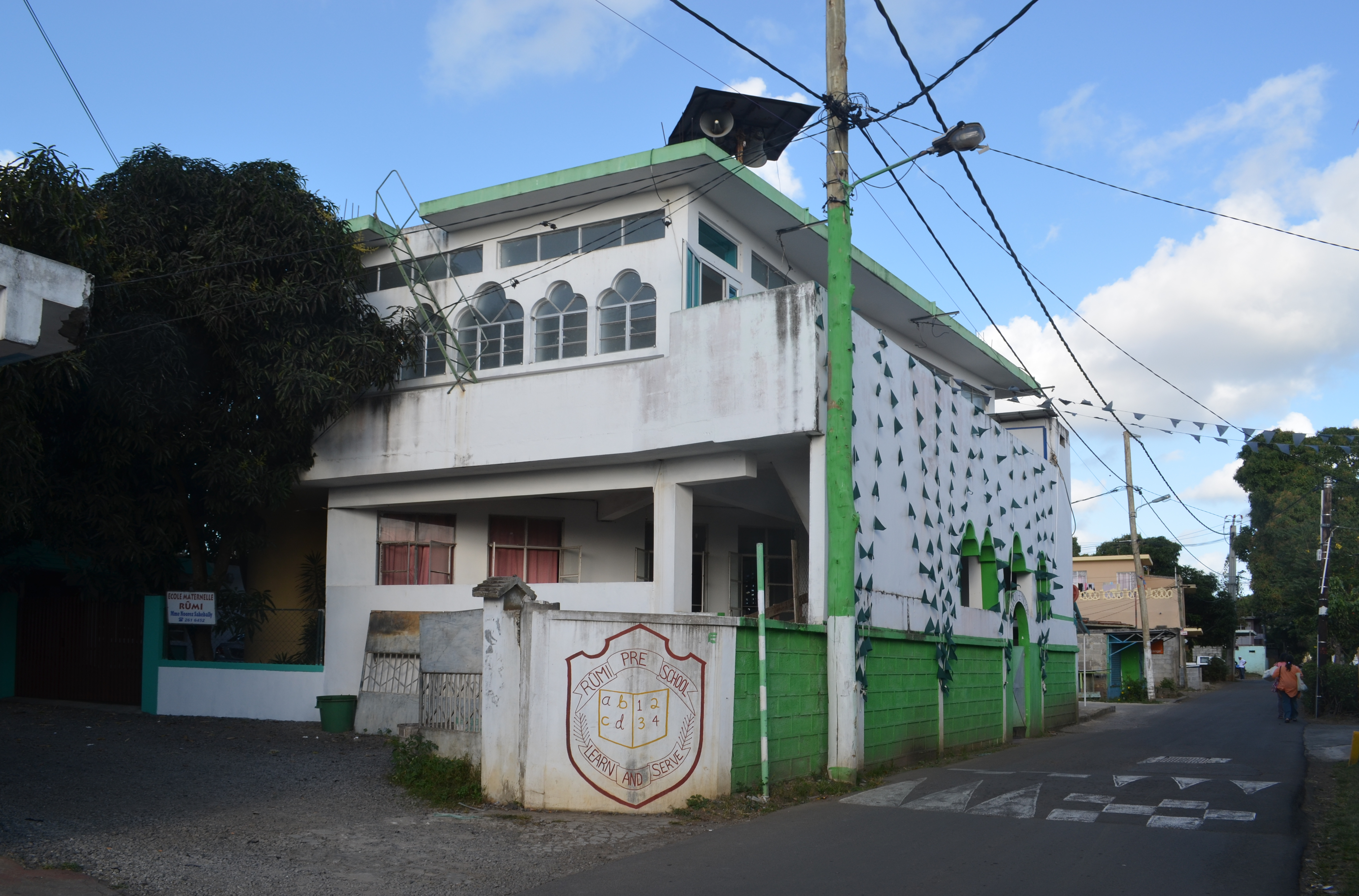
Masjid-E-Noor
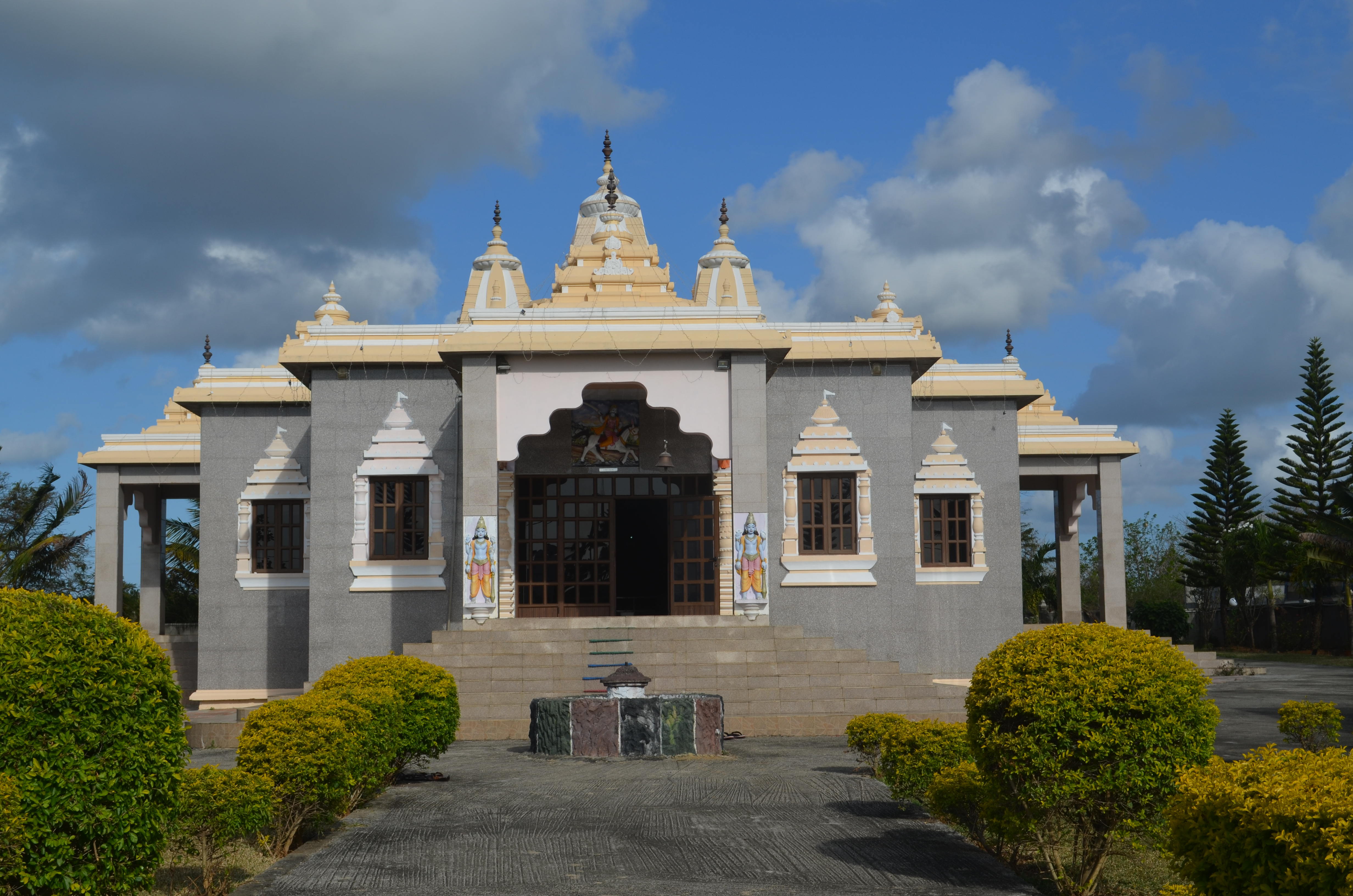
ISKCON

## Trivia
Ein Marskrater ist nach dem Ort benannt.